# Василенко Леся Володимирівна
Ле́ся Володи́мирівна Василе́нко (нар. 31 березня 1987, Київ) — українська юристка, правозахисниця, громадська та політична діячка. Депутат Верховної Ради IX скликання, член депутатської фракції «Голос». Засновниця правозахисної організації «Юридична Сотня», яка надає допомогу військовослужбовцям та ветеранам.
Входить до проєкту журналу «Kyiv Post» про 30 українців, які досягли успіху до того, як їм виповнилося 30 років.

## Життєпис
Від 2004 до 2010 навчалася в Інституті міжнародних відносин КНУ ім. Шевченка, спеціальність «Міжнародне право» та «Міжнародне публічне право», здобула магістерський ступінь. Від 2010 до 2011 навчалася Університетський коледж Лондона. Ступінь LLM за спеціальністю «Права людини та міжнародне екологічне право». Вільно володіє англійською та французькою мовами.
2005—2008 — помічниця адвоката та консультант в Українській іноземній юридичній колегії.
Липень-серпень 2008 року — проходила стажування в ООН в Женеві, Швейцарія.
2008—2010 — координатор проєктів та радник з правових питань компаній Тріангл Консалтинг та Election Mall Україна.
2011—2013 — працювала юристом у міжнародній компанії B. C. Toms & Co.
2013—2016 — засновниця та партнер компанії Кей Сі Джі Інвестмент Консалтинг.
У 2019 обрана до Верховної ради України від партії «Голос».
Батьком Лесі Василенко є Василенко Володимир Андрійович (1937—2023) — правознавець-міжнародник, заслужений юрист України, Надзвичайний і Повноважний Посол України, доктор юридичних наук, професор, з 2006 по 2010 — представник України в Раді ООН із прав людини.

## Громадська діяльність
2014 — під час Євромайдану була помічницею Голови Комісії з розслідування та попередження порушень прав людини в Україні.
Експерт групи «Національна безпека і оборона» Реанімаційного пакету реформ.
З початком війни на сході України змінила кар'єру юриста в галузі корпоративного права на роботу у громадському секторі. На такий крок її надихнула поїздка у військовий госпіталь у червні 2014 року, де лікувалися поранені учасники війни на сході України. Після відвідин Василенко зрозуміла, що військові потребують допомоги юристів, оскільки не знають у достатній мірі інформації про права та соціальну підтримку, яку їм мала би забезпечити держава.
Стала розробницею «Пам'ятки учасникам АТО» — ілюстрованого довідника з інформацією про права, обов'язки, соціальні гарантії. Друковані наклади пам'яток передавалися на потреби Міністерства оборони України, Генштабу ЗСУ, Держслужби у справах ветеранів війни та учасників АТО, розповсюджувалися серед волонтерів і військовослужбовців.
У січні 2015 року стала засновницею правозахисної організації «Юридична сотня», діяльність якої спрямована на соціально-правовий захист військових та їхніх родин.
Створила безплатну гарячу лінію правової допомоги та всеукраїнську мережу юристів-волонтерів, які надавали безкоштовну допомогу та забезпечували супровід ветеранів АТО в судах та в їх спілкуванні з органами державної влади протягом 2014—2019 років. З 1 березня 2019 року ГО «Юридична Сотня» надає лише первинну правову допомогу. Організація також співпрацює з центрами надання вторинної правової допомоги, які надають вторинну правову допомогу.
З січня 2015 року — член міжвідомчої комісії з питань розгляду матеріалів про надання статусу учасника бойових дій особам, які брали участь у проведенні антитерористичної операції. Ініціювала та подала проєкт змін до порядку надання статусу учасника бойових дій, який увійшов до основи нової редакції порядку надання цього статусу та дозволив значно прискорити дану процедуру..
З січня 2016 року — співголова Ради волонтерів при Міністерстві оборони України.
З 2016 року залучається як експерт та консультант проєктів Світового Банку та ОБСЄ з питань захисту та інтеграції ветеранів.
З лютого 2017 року — член громадської ради при Міністерстві інформаційної політики.

## Політична і адвокаційна діяльність
Кандидат у народні депутати від партії «Голос» на парламентських виборах 2019 року, № 17 у списку. Обрана народним депутатом. Член Комітету Верховної Ради з питань екологічної політики та природокористування.
Член Постійної делегації у Парламентській асамблеї Ради Європи.
Член української парламентської делегації до Міжпарламентського союзу, Президент Бюро Форуму жінок-парламентаріїв Міжпарламентського союзу.
Співголова групи з міжпарламентських зв'язків з Сполученим Королівством Великої Британії та Північної Ірландії.
З 2 жовтня 2019 року — Співголова міжфракційного депутатського об‘єднання «Енергетика та довкілля», яке створене у Верховній Раді України дев'ятого скликання для формування політики сталого розвитку і забезпечення балансу між розвитком енергетики та впливом на довкілля.
Співавтор законопроєктів для підвищення соціального захисту ветеранів і військовослужбовців, а також проєкту державної цільової програми психологічної, медичної, фізичної реабілітації, професійної адаптації та соціальної інтеграції учасників АТО та членів їх сімей.
12 грудня 2019 року Василенко увійшла до складу Міжфракційного об'єднання «Гуманна країна», створеного за ініціативи UAnimals для популяризації гуманістичних цінностей та захисту тварин від жорстокості.